# William Longespée
William Longespée (Ca. 1176 - Salisbury, 7 maart 1226) was graaf van Salisbury en was een bastaardzoon van koning Hendrik II van Engeland.

## Biografie
William Longespée werd geboren als een buitenechtelijk kind van koning Hendrik II en Ida de Tosny met wie hij een verhouding had. Zijn vader erkende hem als zijn kind en schonk hem wat land in Lincolnshire. In 1196 huwde zijn halfbroer Richard Leeuwenhart hem uit aan een rijke erfgename, Ela van Salisbury. Onder de regering van zijn andere halfbroer Jan zonder Land vervulde William Longespée verschillende functies aan diens hof en nam samen met hem deel aan diens Ierse en Welshe invasies.
Hij behaalde zijn grootste overwinning als militair in de Slag bij Damme waar hij een grote Franse vloot wist te vernietigen. Vervolgens vocht hij aan de zijde van keizer Otto IV mee bij de Slag bij Bouvines en werd hij aldaar gevangen genomen door de Fransen. Na zijn terugkeer was hij een van de weinige edelen die trouw bleef aan koning Jan. Daarna was hij een invloedrijk figuur aan het hof van de nog minderjarige Hendrik III van Engeland. In 1225 leed hij schipbreuk op het Île de Ré waar hij enkele maanden in het klooster verbleef. Kort na zijn terugkeer in Engeland overleed William. De kroniekschrijver Roger van Wendover schreef dat hij was vergiftigd door Hubert de Burgh. William Longespée werd vervolgens begraven in de Kathedraal van Salisbury.

## Huwelijk en kinderen
William Longespée was getrouwd met Ela van Salisbury en samen kregen zij tien kinderen:
- Willem II Longespée (1212–1250)
- Richard, kanunnik
- Stephen (d. 1260), gehuwd met Emeline de Ridelsford
- Nicholas (gest. 1297), bisschop van Salisbury
- Isabella, gehuwd met Willem de Vesci.
- Ela, gehuwd met Thomas de Beaumont en later met Filips Basset
- Ida, gehuwd met Ralph de Somery, en vervolgens met Willem de Beauchamp
- Ida II, gehuwd met Walter FitzRobert
- Maria
- Pernel

## Voorouders
| Voorouders van William Longespée (1167-1227) | Voorouders van William Longespée (1167-1227)                              | Voorouders van William Longespée (1167-1227)                              | Voorouders van William Longespée (1167-1227)                                 | Voorouders van William Longespée (1167-1227)                                 | Voorouders van William Longespée (1167-1227)                   | Voorouders van William Longespée (1167-1227)                   | Voorouders van William Longespée (1167-1227)                   | Voorouders van William Longespée (1167-1227)                   |
| -------------------------------------------- | ------------------------------------------------------------------------- | ------------------------------------------------------------------------- | ---------------------------------------------------------------------------- | ---------------------------------------------------------------------------- | -------------------------------------------------------------- | -------------------------------------------------------------- | -------------------------------------------------------------- | -------------------------------------------------------------- |
| Overgrootouders                              | Fulco V van Anjou (1091-1143) ∞ 1109 Ermengarde van Maine (1096-1126)     | Fulco V van Anjou (1091-1143) ∞ 1109 Ermengarde van Maine (1096-1126)     | Hendrik I van Engeland (1068-1135) ∞ 1095 Mathilde van Schotland (1079-1118) | Hendrik I van Engeland (1068-1135) ∞ 1095 Mathilde van Schotland (1079-1118) | ? (-) ∞ ? (-)                                                  | ? (-) ∞ ? (-)                                                  | Robert de Beaumont (1104-1168) ∞ Amice de Montfort (-)         | Robert de Beaumont (1104-1168) ∞ Amice de Montfort (-)         |
| Grootouders                                  | Godfried V van Anjou (1113–1152) ∞ 1128 Mathilde van Engeland (1102-1162) | Godfried V van Anjou (1113–1152) ∞ 1128 Mathilde van Engeland (1102-1162) | Godfried V van Anjou (1113–1152) ∞ 1128 Mathilde van Engeland (1102-1162)    | Godfried V van Anjou (1113–1152) ∞ 1128 Mathilde van Engeland (1102-1162)    | Ralph V de Tosny (-1162) ∞ Margaret de Beaumont (1112 - 1185)  | Ralph V de Tosny (-1162) ∞ Margaret de Beaumont (1112 - 1185)  | Ralph V de Tosny (-1162) ∞ Margaret de Beaumont (1112 - 1185)  | Ralph V de Tosny (-1162) ∞ Margaret de Beaumont (1112 - 1185)  |
| Ouders                                       | Hendrik II van Engeland (1133-1189) ∞ Ida de Tosny (1122-1204)            | Hendrik II van Engeland (1133-1189) ∞ Ida de Tosny (1122-1204)            | Hendrik II van Engeland (1133-1189) ∞ Ida de Tosny (1122-1204)               | Hendrik II van Engeland (1133-1189) ∞ Ida de Tosny (1122-1204)               | Hendrik II van Engeland (1133-1189) ∞ Ida de Tosny (1122-1204) | Hendrik II van Engeland (1133-1189) ∞ Ida de Tosny (1122-1204) | Hendrik II van Engeland (1133-1189) ∞ Ida de Tosny (1122-1204) | Hendrik II van Engeland (1133-1189) ∞ Ida de Tosny (1122-1204) |